# Alexander Gordon, 7. Marquess of Aberdeen and Temair

Wappen des Marquess of Aberdeen and Temair

Alexander George Gordon, 7. Marquess of Aberdeen and Temair (* 31. März 1955; † 12. März 2020 in Methlick, Aberdeenshire), war ein britischer Adliger.

## Leben
Er war der einzige Sohn von Alastair Gordon, 6. Marquess of Aberdeen and Temair, und Anne Barry. Als Heir apparent seines Vaters führte er von 1984 bis 2002 den Höflichkeitstitel Earl of Haddo. Beim Tod seines Vaters erbte er 2002 dessen Adelstitel als 7. Marquess of Aberdeen and Temair.
Er besuchte die Harrow School in London. Ab 1998 hatte er das öffentliche Amt des Deputy Lieutenant von Aberdeenshire inne.
Aus seiner 1981 mit Joanna Clodagh Houldsworth geschlossenen Ehe gingen zwei Söhne und zwei Töchter hervor:
- George Ian Alastair Gordon, 8. Marquess of Aberdeen and Temair (* 1983);
- Lord Sam Dudley Gordon (* 1985);
- Lady Anna Katherine Gordon (* 1988);
- Lord Charles David Gordon (* 1990).

Als er am 12. März 2020 in seinem Anwesen House of Formatine in Methlick bei Ellon in Aberdeenshire starb, erbte sein ältester Sohn George seine Adelstitel.